# Femeia în albastru (pictură de Cézanne)
Femeia în albastru este o pictură în ulei pe pânză a pictorului francez postimpresionist Paul Cézanne, realziată în jurul anului 1900, aflată în prezent la Muzeul Ermitaj din Sankt Petersburg, Rusia.
Unul dintre ultimele portrete de femeie realizate de Cézanne, o înfățișează pe doamna Brémond, guvernanta pictorului. Tonurile, formele și culorile sale prefigurează fauvismul și cubismul.